# Dolce far niente/Io ti amo
Dolce far niente/Io ti amo venticinquesimo 45 giri della cantante pop italiana Raffaella Carrà, pubblicato e distribuito nel 1984 dall'etichetta discografica CGD.

## Il disco
Anticipa l'album Bolero, pubblicato a metà mese, in cui entrambi i brani sono contenuti.
Durante il 1984 ha raggiunto la ventiseiesima posizione della classifica settimanale delle vendite.
Fotografia di copertina di Marinetta Saglio.

## Dolce far niente
Terza sigla iniziale del programma televisivo Pronto, Raffaella?, utilizzata nella seconda stagione del programma (1984-85) e alternata con Bolero, altro brano presente nell'album omonimo.
Entrambi i video sono disponibili sul DVD nel cofanetto Raffica Carrà del 2007.
 Dolce far niente (Pronto, Raffaella? 1984), su YouTube. URL consultato il 4 settembre 2021.
 Bolero (Pronto, Raffaella? 1984), su YouTube. URL consultato il 5 settembre 2021.
Ne esiste anche una versione in castellano, che ha mantenuto il titolo in italiano, 
inserita in un singolo per il mercato iberico, con lato b Stupida gelosia rimasto in italiano (CBS A 6295).

## Io ti amo
Lato b del 45 giri.
Nel 1994 è stata eseguita una cover all'interno della trasmissione televisiva Non è la Rai dalla cantante Gabriella Fazzino e interpretata sul palco da Romina Citarella, successivamente inserita nella compilation Non è la Rai novanta5.

## Tracce
Edizioni musicali Antes.
Lato A
1. Dolce far niente – 3:23 (testo: Gianni Boncompagni, Giancarlo Magalli – musica: Gonzalo Benavides)

Lato B
1. Io ti amo – 3:58 (testo: Gianni Boncompagni, Giancarlo Magalli – musica: Gianni Boncompagni)

## Classifiche
| Classifica (1984) | Posizione raggiunta |
| ----------------- | ------------------- |
| Italia            | 26                  |